# Lookin' For
Lookin' For è un brano musicale di Pino Presti, contenuto nell'album A La Costa Sud, pubblicato nel 2009 dalle Edizioni Curci.
Il brano, una ballad jazz "per due strumenti" composta da Pino Presti e registrata nel 2008 al Metropolis Recording Studio di Milano, vede come esecutori due illustri strumentisti: Antonio Faraò al pianoforte e Hugo Heredia al sassofono tenore.
Lookin' For  è la traccia n. 12 del cd tematico A La Costa Jazz, facente parte dell'album - compilation A La Costa Sud (La Musique De La Côte D'Azur), ideato e prodotto in Francia dallo stesso Presti nel 2009.
Nel 2016  Pino Presti ne realizza una nuova versione, scelta per accompagnare le immagini dello "Spot Scavolini 2016".